# Glenway Wescott
Glenway Wescott (Kewaskum, 11 aprile 1901 – Rosemont, 22 febbraio 1987) è stato uno scrittore statunitense, tra i maggiori romanzieri americani nei decenni che vanno dal 1920 al 1940. Fu un esponente di spicco tra i letterati americani espatriati a Parigi negli anni venti.

## Biografia
(Glenway Wescott, 1940)
Wescott nacque in una fattoria a Kewaskum nel Wisconsin nell'aprile del 1901. Frequentò l'Università di Chicago dove si unì ad un circolo letterario che comprendeva, tra gli altri, Elizabeth Maddox Roberts, Yvor Winters e Janet Lewis. Omosessuale, nel 1919 conobbe a Chicago Monroe Wheeler con il quale iniziò una relazione intensa che durerà fino alla morte dello scrittore, diventando per un periodo un ménage à trois che coinvolgeva anche il fotografo George Platt Lynes.
Iniziò la carriera letteraria come poeta ma subito cominciò la stesura di brevi racconti tra i quali viene ricordato The Grandmothers del 1926. Si trasferì in seguito in Europa, dapprima in Germania (1921-22) ed in seguito in Francia (circa 1925-33) dove conobbe Gertrude Stein ed altri membri della comunità intellettuale americana residenti a Parigi. Una volta tornato in America si stabilì presso Hampton nel New Jersey.
Nel 1940 scrisse Il falco pellegrino: una storia d'amore (The Pilgrim Hawk), che fu molto ben accetto dalla critica e descritto da Susan Sontag come "uno dei tesori della letteratura americana del XX secolo". Nel 1945 ottenne un grande successo di pubblico con Appartamento ad Atene, poi riadattato nel film omonimo nel 2012. In seguito Wescott smise quasi totalmente di scrivere racconti dedicandosi alla stesura di saggi e recensioni di altri scrittori, raccolte nella collezione Immagini della verità edita nel 1962. Così come il suo corrispondente e amico E. M. Forster, volle che i suoi scritti a tematica gay fossero pubblicati postumi: questo è il caso del racconto A Visit to Priapus, pubblicato solo nel 2013 e candidato al Lambda Literary Award l'anno seguente.
Nel 1987 Wescott morì nel suo appartamento a Rosemont; Monroe Wheeler, compagno di una vita, fu colto da un ictus cerebrale che lo portò alla morte un anno dopo.

## Opere
- The Grandmothers, 1927
- A Visit to Priapus, 1938
- Il falco pellegrino: una storia d'amore, 1940 ISBN 88-459-2076-3
- Appartamento ad Atene, 1945
- Immagini della verità, 1962